# Бергкирхен
Бергкирхен (нем. Bergkirchen) — община в Германии, в земле Бавария. 
Подчиняется административному округу Верхняя Бавария. Входит в состав района Дахау.  Население составляет 7195 человек (на 31 декабря 2010 года). Занимает площадь 59,99 км².
Коммуна подразделяется на 26 сельских округов.